# Львова, Мария Алексеевна
Мари́я Алексе́евна Льво́ва (урождённая Дья́кова; 1755 —  20 июня 1807) — жена архитектора Н. А. Львова, одна из известнейших муз Русского Просвещения.

## Жизнь
Дочь обер-прокурора Сената Алексея Афанасьевича Дьякова от брака его с княжной Авдотьей Петровной Мышецкой. Родная сестра второй жены Г. Р. Державина, Дарьи Алексеевны, и жены В. В. Капниста, Александры Алексеевны Капнист. Получила хорошее домашнее образование, свободно говорила по-французски, отличалась большой привлекательностью и сценическими дарованиями. 
Вместе с сестрами блистала на вечерах в доме Л. А. Нарышкина и составляла кадриль с великим князем Павлом Петровичем. Поклонников у неё было немало, среди них граф Сегюр и И. И. Хемницер, посвятившей ей сборник своих басен. Влюблен был в Дьякову и её троюродный брат Николай Львов (1753—1803). 
Их роман начался в 1778 году, а 8 ноября 1780 года они тайно обвенчались в церкви Живоначальной Троицы на Васильевском острове. Но из-за судебного процесса над отцом невесты по подозрению в злоупотребление служебным положением, где Львов выступал свидетелем, молодожёны были вынуждены скрывать свой брак. Только в 1784 году, когда обвинения с Дьякова были сняты, Львовы объявили о своем супружестве. 

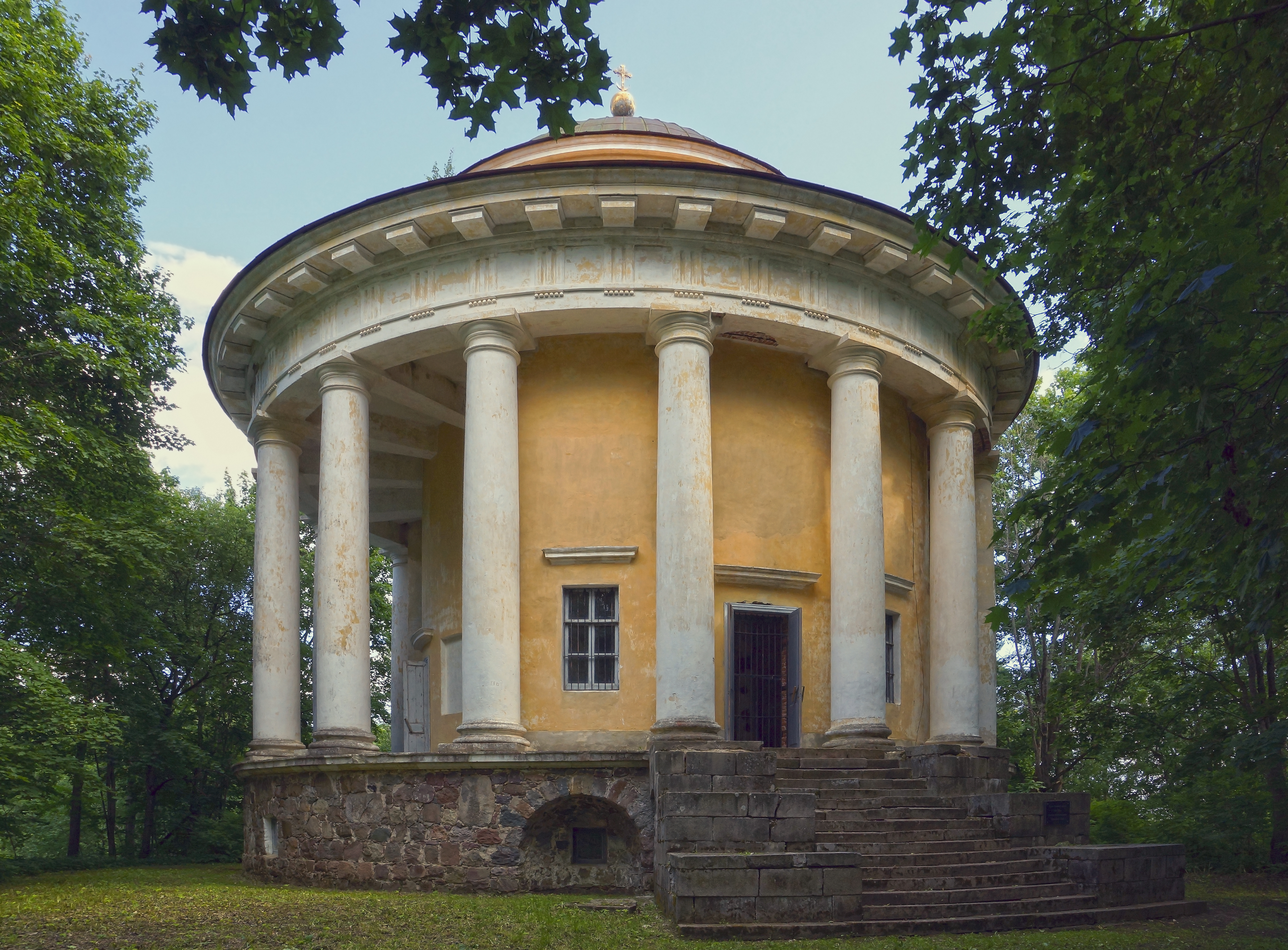
Церковь Воскресения Христова в Никольском

Первые годы они проживали в доме графа А. А. Безбородко в Петербурге, там же родился их старший сын Леонид. С середины 1780-х годов Львовы занимались обустройством родовой усадьбы Никольское, где Мария Алексеевна лично следила за ходом строительства и проявила себя рачительной хозяйкой. Вместе с мужем была близка к литературному содружеству поэтов и писателей, которые часто собирались в дому у Львовых. Красивая, добрая и веселая Мария Алексеевна была окружена всеобщем поклонением. Знаменитые художники Левицкий и Боровиковский писали ее портреты, а  поэт Г. Р. Державин под именем Миловидовой вывел ее в комедии «Кутерьма от Кондратьев».

После рождения в 1793 году младшей дочери у Марии Алексеевны была тяжелая форма горячки, которая сопровождалась потерей памяти и длительным нервно-психическим расстройством, все это сильно подорвало её здоровье. В конце 1803 года она овдовела. Тяжело переживая смерть мужа, она целиком посвятила себя отделке церкви Воскресения и родовой усыпальницы в Никольском. Летом 1806 года храм был освящен и в мавзолей был перенесен прах Н. А. Львова. Успев исполнить задуманное, Мария Алексеевна умерла от горячки в июне 1807 года. Похоронена в имении Никола-Черенчицы Новоторжского уезда Тверской губернии рядом с мужем. На смерть М. А. Львовой Г. Р. Державин отозвался стихотворением:
«Победительница смертных,

Не имея сил терпеть

Красоты побед несметных,

Поразила Майну—смерть.

Возрыдали вкруг Эроты,

Всплакал, возрыдал и я...»

## Семья
У Львовых было два сына и три дочери, после смерти родителей они жили в доме Г. Державина.
- Леонид (1784—1847), дипломат, был женат (с 29 апреля 1817 года)[7] на Елене Николаевне Козляиновой (1800—1850). В браке имели тринадцать детей, из них девять умерли преждевременно от наследственной чахотки. Ради здоровья оставшихся детей Львовы покинули своё имение Никольской и уехали за границу. В Риме у них умерла дочь Елизавета (1828—28.04.1846). Через три года в Петербург вернулась только Елена Николаевна с одним сыном Леонидом (1830—1875).
- Александр (1786—1849), тайный советник, дед Николая и Владимира Львовых.
- Елизавета (1788—1864), в 1810 году вышла замуж за двоюродного брата отца Федора Петровича Львова (1766—1836), музыканта и поэта, вдовца с 10 детьми, родила ему ещё 6 детей. Оставила записки, которые были напечатаны в журнале «Русская старина» в 1880 году.
- Вера (1792—1873), с 1813 года замужем за Алексеем Васильевичем Воейковым (1778—1825), их внук художник В. Д. Поленов. Оставила воспоминания, которые были напечатаны в журнале «Старина и новизна» в 1904 году.
- Прасковья (1793—1839), с 1819 года замужем за историком К. М. Бороздиным (1781—1848).

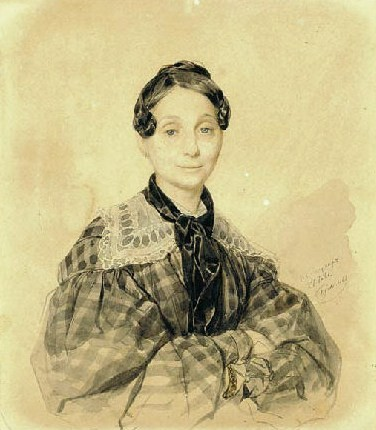
Елизавета
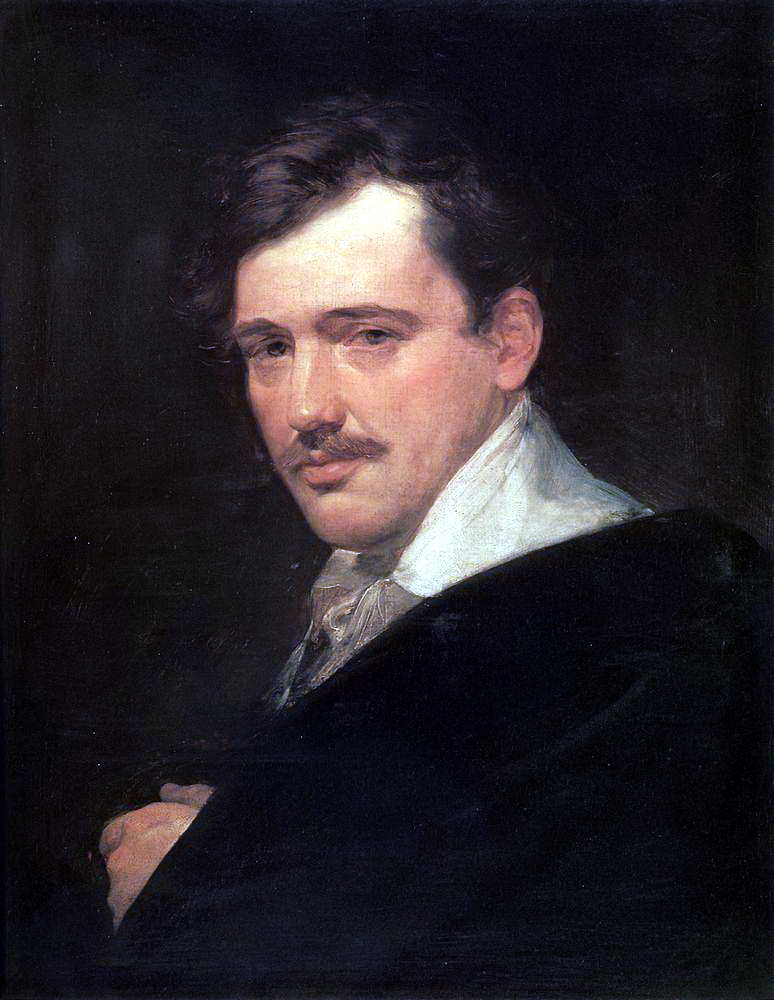
Александр
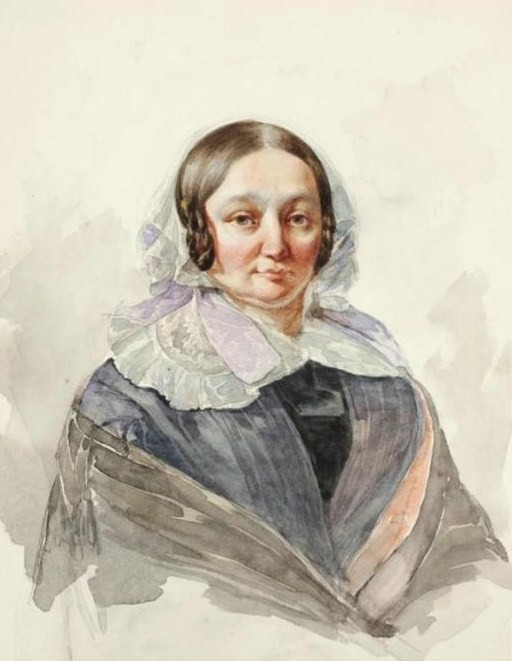
Вера